# Polistes incertus
Polistes incertus är en getingart som beskrevs av Cresson 1865. Polistes incertus ingår i släktet pappersgetingar, och familjen getingar. Inga underarter finns listade i Catalogue of Life.